# Islote Raso
Islote Raso (en portugués: Ilhéu Raso) es un islote en el grupo de Barlovento del archipiélago de Cabo Verde. Raso se encuentra flanqueado por islote Blanco en el noroeste y la isla São Nicolau en el sureste.
Se encuentra deshabitado, excepto por las aves, siendo el único lugar del mundo donde se puede encontrar a la alondra de Raso (Alauda razae), especie en peligro crítico de extinción. También fue uno junto al islote Blanco uno de los lugares donde habitaba el lagarto gigante de Cabo Verde (Macroscincus coctei), especie que se considera extinta.

## Galería de imágenes

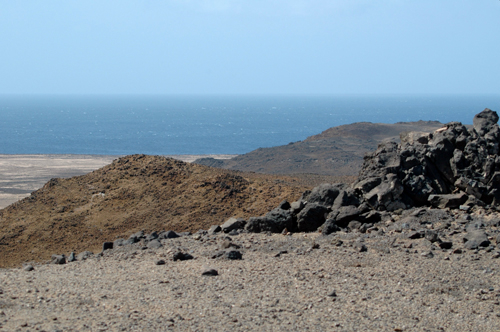
Paisaje del islote de Raso.
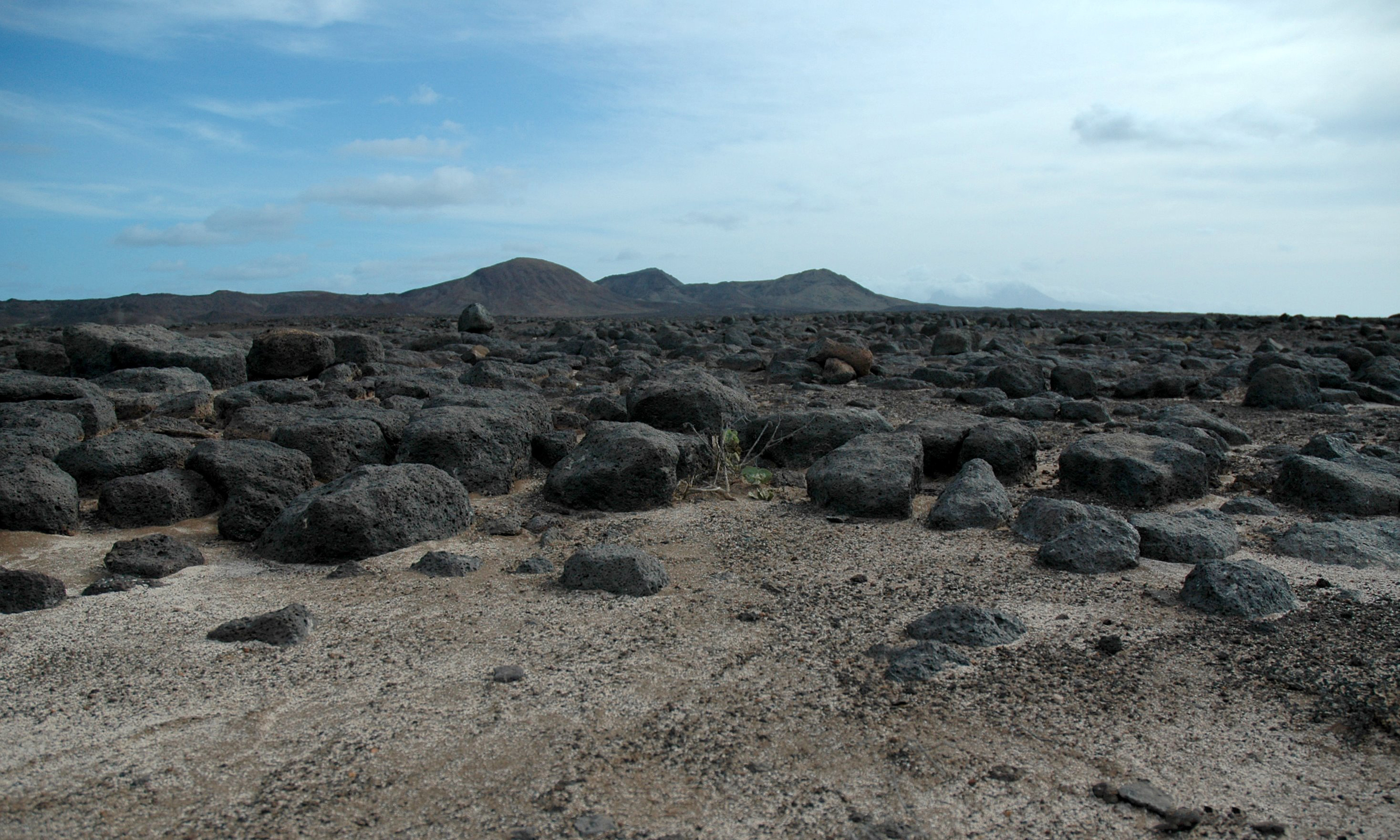
Paisaje del islote de Raso.
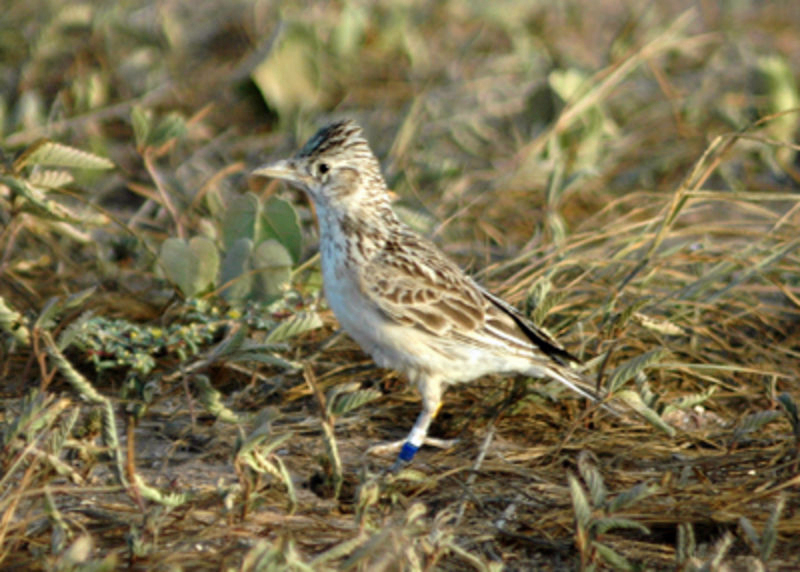
Alondra de Raso (Alauda razae), especie en peligro crítico de extinción.
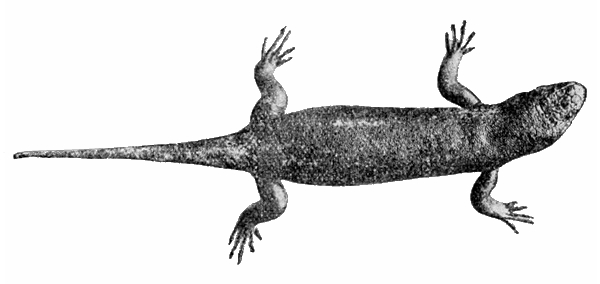
Lagarto gigante de Cabo Verde (Chioninia coctei), especie que se considera extinta.